# 西川虎哲
西川 虎哲（にしかわ こてつ、1999年7月17日 - ）は、サバーブス・プレミアズに所属するラグビー選手。

## プロフィール
- 京都府出身。
- ポジションはスタンドオフ(SO)、センター(CTB)。
- 身長 168cm、体重 72kg
- 愛称はコテッチャン。
- 7人制日本代表に選ばれたことがある[2]。
- 弟の彪馬もラグビー選手[3]。

## 略歴
中学からラグビーを始めた。
2018年、京都成章高校卒業後、帝京大学に入学。なお京都成章高校時代、主将を務めたことがある。
2022年、帝京大学卒業後、宗像サニックスブルースに加入。
2023年、サバーブス・プレミアズに加入。